# 9. korpus (NOVJ)
9. korpus je bil partizanski korpus, ki je deloval kot del NOV in POJ v Jugoslaviji med drugo svetovno vojno.
Korpus je bil ustanovljen 13. decembra 1943.

## Sestava
- 30. divizija (bivša 32. divizija)
- 31. divizija
- 32. divizija (NOVJ)
- Briško-beneški odred
- Južnoprimorski odred
- Gorenjski odred
- Zapadnodolenjski odred